# Chris Buescher
Statistiques en NASCAR Cup Series
Dernière mise à jour : 12 novembre 2023 
Chris Buescher, né le 29 octobre 1992 à Prosper au Texas, est un pilote américain de NASCAR.
Il participe en programme complet au championnat de la NASCAR Cup Series, au volant de la voiture Ford Mustang no 17 au sein de l'écurie RFK Racing.
Sa première course en Cup Series est l'Auto Club 400 de 2016. La même saison, il remporte sa première victoire dans cette catégorie à l'occasion du Pennsylvania 400 et termine 16e du championnat. Il doit attendre la saison 2022 pour remporter sa deuxième en Cup Series à l'occasion du Bass Pro Shops NRA Night Race.
Auparavant, il avait remporté le titre 2012 en ARCA Racing Series et le titre 2015 en NASCAR Xfinity Series.
Chris Buescher est le cousin de James Buescher (en), champion 2012 en Camping World Truck Series.

## Palmarès

### Cup Series
Au 12 novembre 2023, Chris Buescher a participé à 293 courses réparties sur 9 saisons.
- Voiture en 2023 : Ford no 17
- Écurie : RFK Racing
- Résultat saison 2023 : 7e[4]
- Meilleur classement en fin de saison : 7e en 2023
- 1re course : Auto Club 400 de 2015 (à Fontana)
- Dernière course :NASCAR Cup Series Championship Race 2023 (Phoenix)
- Première victoire : Pennsylvania 400 de 2016 (à Pocono)
- Dernière victoire : Coke Zero Sugar 400 de 2023 (à Daytona)
- Victoire(s) : 5
- Top5 : 19
- Top10 : 55
- Pole position : 1

| Légende  | Légende |
| -------- | --- |
| Gras     | Pole position décernée en fonction du temps réalisé en qualification.                                                                     |
| Italique | Pole position décernée en fonction des points au classement ou des temps aux essais.                                                      |
| *        | Plus grand nombre de tours menés. |
| 01       | Aucun point de championnat car inéligible pour le titre lors de cette saison (le pilote concourt pour le titre dans une autre catégorie). |
| DNQ      | Ne s'est pas qualifié. |
| Résultats en NASCAR Cup Series | Résultats en NASCAR Cup Series | Résultats en NASCAR Cup Series | Résultats en NASCAR Cup Series | Résultats en NASCAR Cup Series | Résultats en NASCAR Cup Series | Résultats en NASCAR Cup Series | Résultats en NASCAR Cup Series | Résultats en NASCAR Cup Series | Résultats en NASCAR Cup Series | Résultats en NASCAR Cup Series | Résultats en NASCAR Cup Series | Résultats en NASCAR Cup Series | Résultats en NASCAR Cup Series | Résultats en NASCAR Cup Series | Résultats en NASCAR Cup Series | Résultats en NASCAR Cup Series | Résultats en NASCAR Cup Series | Résultats en NASCAR Cup Series | Résultats en NASCAR Cup Series | Résultats en NASCAR Cup Series | Résultats en NASCAR Cup Series | Résultats en NASCAR Cup Series | Résultats en NASCAR Cup Series | Résultats en NASCAR Cup Series | Résultats en NASCAR Cup Series | Résultats en NASCAR Cup Series | Résultats en NASCAR Cup Series | Résultats en NASCAR Cup Series | Résultats en NASCAR Cup Series | Résultats en NASCAR Cup Series | Résultats en NASCAR Cup Series | Résultats en NASCAR Cup Series | Résultats en NASCAR Cup Series | Résultats en NASCAR Cup Series | Résultats en NASCAR Cup Series | Résultats en NASCAR Cup Series | Résultats en NASCAR Cup Series | Résultats en NASCAR Cup Series | Résultats en NASCAR Cup Series | Résultats en NASCAR Cup Series | Résultats en NASCAR Cup Series |
| --- | ------------------------------ | ------------------------------ | ------------------------------ | ------------------------------ | ------------------------------ | ------------------------------ | ------------------------------ | ------------------------------ | ------------------------------ | ------------------------------ | ------------------------------ | ------------------------------ | ------------------------------ | ------------------------------ | ------------------------------ | ------------------------------ | ------------------------------ | ------------------------------ | ------------------------------ | ------------------------------ | ------------------------------ | ------------------------------ | ------------------------------ | ------------------------------ | ------------------------------ | ------------------------------ | ------------------------------ | ------------------------------ | ------------------------------ | ------------------------------ | ------------------------------ | ------------------------------ | ------------------------------ | ------------------------------ | ------------------------------ | ------------------------------ | ------------------------------ | ------------------------------ | ------------------------------ | ------------------------------ | ------------------------------ |
| Année | Équipe                         | No.                            | Constructeur                   | 1                              | 2                              | 3                              | 4                              | 5                              | 6                              | 7                              | 8                              | 9                              | 10                             | 11                             | 12                             | 13                             | 14                             | 15                             | 16                             | 17                             | 18                             | 19                             | 20                             | 21                             | 22                             | 23                             | 24                             | 25                             | 26                             | 27                             | 28                             | 29                             | 30                             | 31                             | 32                             | 33                             | 34                             | 35                             | 36                             | Clas.                          | Pts                            |
| 2015 | Front Row Motorsports          | 34                             | Ford                           | DAY                            | ATL                            | LVS                            | PHO                            | CAL 20                         | MAR 24                         | TEX 30                         | BRI 25                         | RCH                            | TAL 24                         | KAN                            | CLT                            | DOV                            | POC                            | MCH                            | SON                            | DAY                            | KEN                            | NHA                            | IND                            | POC                            | GLN 37                         | MCH                            | BRI                            | DAR                            | RCH                            | CHI                            | NHA                            | DOV                            | CLT                            | KAN                            | TAL                            | MAR                            | TEX                            | PHO                            | HOM                            | 62e                            | 01                             |
| 2016 | Front Row Motorsports          | 34                             | Ford                           | DAY 39                         | ATL 28                         | LVS 26                         | PHO 30                         | CAL 33                         | MAR 33                         | TEX 28                         | BRI 21                         | RCH 34                         | TAL 37                         | KAN 24                         | DOV 18                         | CLT 37                         | POC 25                         | MCH 20                         | SON 30                         | DAY 40                         | KEN 37                         | NHA 29                         | IND 14                         | POC 1                          | GLN 30                         | BRI 5                          | MCH 35                         | DAR 17                         | RCH 24                         | CHI 28                         | NHA 30                         | DOV 23                         | CLT 16                         | KAN 21                         | TAL 22                         | MAR 27                         | TEX 21                         | PHO 32                         | HOM 24                         | 16e                            | 2 169                          |
| 2017 | JTG Daugherty Racing           | 37                             | Chevrolet                      | DAY 35                         | ATL 24                         | LVS 23                         | PHO 27                         | CAL 25                         | MAR 11                         | TEX 21                         | BRI 39                         | RCH 17                         | TAL 15                         | KAN 18                         | CLT 20                         | DOV 23                         | POC 19                         | MCH 36                         | SON 19                         | DAY 10                         | KEN 16                         | NHA 25                         | IND 9                          | POC 28                         | GLN 11                         | MCH 6                          | BRI 27                         | DAR 17                         | RCH 32                         | CHI 27                         | NHA 21                         | DOV 30                         | CLT 18                         | TAL 17                         | KAN 6                          | MAR 21                         | TEX 22                         | PHO 37                         | HOM 20                         | 25e                            | 564                            |
| 2018 | JTG Daugherty Racing           | 37                             | Chevrolet                      | DAY 5                          | ATL 25                         | LVS 15                         | PHO 29                         | CAL 30                         | MAR 23                         | TEX 15                         | BRI 36                         | RCH 26                         | TAL 11                         | DOV 20                         | KAN 34                         | CLT 29                         | POC 17                         | MCH 24                         | SON 12                         | CHI 22                         | DAY 5                          | KEN 23                         | NHA 20                         | POC 37                         | GLN 20                         | MCH 20                         | BRI 19                         | DAR 13                         | IND 25                         | LVS 15                         | RCH 30                         | ROV 17                         | DOV 25                         | TAL 21                         | KAN 16                         | MAR 13                         | TEX 23                         | PHO 18                         | HOM 23                         | 24e                            | 585                            |
| 2019 | JTG Daugherty Racing           | 37                             | Chevrolet                      | DAY 37                         | ATL 9                          | LVS 18                         | PHO 16                         | CAL 16                         | MAR 21                         | TEX 20                         | BRI 22                         | RCH 22                         | TAL 30                         | DOV 23                         | KAN 10                         | CLT 6                          | POC 14                         | MCH 16                         | SON 16                         | CHI 18                         | DAY 17                         | KEN 10                         | NHA 15                         | POC 16                         | GLN 13                         | MCH 14                         | BRI 17                         | DAR 12                         | IND 15                         | LVS 18                         | RCH 31                         | ROV 18                         | DOV 36                         | TAL 20                         | KAN 13                         | MAR 12                         | TEX 19                         | PHO 16                         | HOM 16                         | 20e                            | 729                            |
| 2020 | Roush Fenway Racing            | 17                             | Ford                           | DAY 3                          | LVS 14                         | CAL 16                         | PHO 17                         | DAR 32                         | DAR 23                         | CLT 10                         | CLT 22                         | BRI 23                         | ATL 22                         | MAR 13                         | HOM 23                         | TAL 6                          | POC 10                         | POC 36                         | IND 31                         | KEN 20                         | TEX 19                         | KAN 33                         | NHA 25                         | MCH 20                         | MCH 20                         | DRC 5                          | DOV 16                         | DOV 14                         | DAY 9                          | DAR 26                         | RCH 24                         | BRI 8                          | LVS 9                          | TAL 22                         | ROV 20                         | KAN 21                         | TEX 34                         | MAR 38                         | PHO 20                         | 21e                            | 645                            |
| 2021 | Roush Fenway Racing            | 17                             | Ford                           | DAY 31                         | DRC 11                         | HOM 19                         | LVS 14                         | PHO 18                         | ATL 7                          | BRD 14                         | MAR 13                         | RCH 25                         | TAL 21                         | KAN 8                          | DAR 9                          | DOV 17                         | COA 13                         | CLT 8                          | SON 16                         | NSH 36                         | POC 20                         | POC 19                         | ROA 18                         | ATL 16                         | NHA 29                         | GLN 17                         | IRC 12                         | MCH 15                         | DAY 40 †                       | DAR 9                          | RCH 24                         | BRI 23                         | LVS 25                         | TAL 6                          | ROV 3                          | TEX 21                         | KAN 12                         | MAR 9                          | PHO 25                         | 19e                            | 771                            |
| 2022 | RFK Racing                     | 17                             | Ford                           | DAY 16                         | CAL 35                         | LVS 18                         | PHO 10                         | ATL 7                          | COA 21                         | RCH 15                         | MAR 15                         | BRD 15                         | TAL 38                         | DOV 8                          | DAR 16                         | KAN 27                         | CLT 26                         | GTW                            | SON 2                          | NSH 30                         | ROA 6                          | ATL 33                         | NHA 17                         | POC 29                         | IRC 10                         | MCH 16                         | RCH 3                          | GLN 9                          | DAY 27                         | DAR 26                         | KAN 15                         | BRI 1*                         | TEX 30                         | TAL 25                         | ROV 6                          | LVS 15                         | HOM 13                         | MAR 24                         | PHO 21                         | 21e                            | 727                            |
| 2023 | RFK Racing                     | 17                             | Ford                           | DAY 4                          | CAL 13                         | LVS 21                         | PHO 15                         | ATL 35                         | COA 8                          | RCH 30                         | BRD 18                         | MAR 14                         | TAL 3                          | DOV 9                          | KAN 17                         | DAR 10                         | CLT 8                          | GTW 12                         | SON 4                          | NSH 18                         | CSC 10                         | ATL 15                         | NHA 15                         | POC 18                         | RCH 1                          | MCH 1*                         | IRC 11                         | GLN 7                          | DAY 1                          | DAR 3                          | KAN 27                         | BRI 4                          | TEX 14                         | TAL 19                         | ROV 7                          | LVS 11                         | HOM 21                         | MAR 8                          | PHO 5                          | 7e                             | 2310                           |
| 2024 | RFK Racing                     | 17                             | Ford                           | DAY                            | ATL                            | LVS                            | PHO                            | BRI                            | COA                            | RCH                            | MAR                            | TEX                            | TAL                            | DOV                            | KAN                            | DAR                            | CLT                            | GTW                            | SON                            | IOW                            | NHA                            | NSH                            | CSC                            | POC                            | IND                            | RCH                            | MCH                            | DAY                            | DAR                            | ATL                            | GLN                            | BRI                            | KAN                            | TAL                            | ROV                            | LVS                            | HOM                            | MAR                            | PHO                            |                                |                                |
| Note : † : Buescher termine la course en 2e position mais est disqualifié, sa voiture n'ayant pas satisfait au contrôle technique d'après course. |                                |                                |                                |                                |                                |                                |                                |                                |                                |                                |                                |                                |                                |                                |                                |                                |                                |                                |                                |                                |                                |                                |                                |                                |                                |                                |                                |                                |                                |                                |                                |                                |                                |                                |                                |                                |                                |                                |                                |                                |                                |

#### Daytona
| Résultats au Daytona 500 | Résultats au Daytona 500 | Résultats au Daytona 500 | Résultats au Daytona 500 | Résultats au Daytona 500 |
| ------------------------ | ------------------------ | ------------------------ | ------------------------ | ------------------------ |
| Année                    | L'équipe                 | Fabricant                | Position                 | Position                 |
| Année                    | L'équipe                 | Fabricant                | Départ                   | Arrivée                  |
| 2016                     | Front Row Motorsports    | Ford                     | 17                       | 39                       |
| 2017                     | JTG Daugherty Racing     | Chevrolet                | 37                       | 35                       |
| 2018                     | JTG Daugherty Racing     | Chevrolet                | 21                       | 5                        |
| 2019                     | JTG Daugherty Racing     | Chevrolet                | 15                       | 37                       |
| 2020                     | Roush Fenway Racing      | Ford                     | 19                       | 3                        |
| 2021                     | Roush Fenway Racing      | Ford                     | 22                       | 31                       |
| 2022                     | RFK Racing               | Ford                     | 4                        | 16                       |
| 2023                     | RFK Racing               | Ford                     | 9                        | 4                        |

### Xfinity Series
Au 12 novembre 2023, il a participé à 74 courses réparties sur 4 saisons :
- Dernière saison : Voiture Ford no 60 de la Roush Fenway Racing en 2015
- Résultat dernière saison : 1er en 2015
- Meilleur classement en fin de saison : 1er en 2015
- Première course : Bubba Burger 250 de 2011 (à Richmond)
- Dernière course : Ford EcoBoost 300 de 2015 (à Homestead)
- Première victoire : Nationwide Children's Hospital 200 de 2014 (au Mid-Ohio)
- Dernière victoire : Buckle Up 200 de 2015 (à Dover)
- Victoire(s) : 3
- Top5 : 16
- Top10 : 36
- Pole position : 0

| Légende  | Légende |
| -------- | --- |
| Gras     | Pole position décernée en fonction du temps réalisé en qualification.                                                                     |
| Italique | Pole position décernée en fonction des points au classement ou des temps aux essais.                                                      |
| *        | Plus grand nombre de tours menés. |
| 01       | Aucun point de championnat car inéligible pour le titre lors de cette saison (le pilote concourt pour le titre dans une autre catégorie). |
| DNQ      | Ne s'est pas qualifié. |
| Résultats en NASCAR Xfinity Series              | Résultats en NASCAR Xfinity Series | Résultats en NASCAR Xfinity Series | Résultats en NASCAR Xfinity Series | Résultats en NASCAR Xfinity Series | Résultats en NASCAR Xfinity Series | Résultats en NASCAR Xfinity Series | Résultats en NASCAR Xfinity Series | Résultats en NASCAR Xfinity Series | Résultats en NASCAR Xfinity Series | Résultats en NASCAR Xfinity Series | Résultats en NASCAR Xfinity Series | Résultats en NASCAR Xfinity Series | Résultats en NASCAR Xfinity Series | Résultats en NASCAR Xfinity Series | Résultats en NASCAR Xfinity Series | Résultats en NASCAR Xfinity Series | Résultats en NASCAR Xfinity Series | Résultats en NASCAR Xfinity Series | Résultats en NASCAR Xfinity Series | Résultats en NASCAR Xfinity Series | Résultats en NASCAR Xfinity Series | Résultats en NASCAR Xfinity Series | Résultats en NASCAR Xfinity Series | Résultats en NASCAR Xfinity Series | Résultats en NASCAR Xfinity Series | Résultats en NASCAR Xfinity Series | Résultats en NASCAR Xfinity Series | Résultats en NASCAR Xfinity Series | Résultats en NASCAR Xfinity Series | Résultats en NASCAR Xfinity Series | Résultats en NASCAR Xfinity Series | Résultats en NASCAR Xfinity Series | Résultats en NASCAR Xfinity Series | Résultats en NASCAR Xfinity Series | Résultats en NASCAR Xfinity Series | Résultats en NASCAR Xfinity Series | Résultats en NASCAR Xfinity Series | Résultats en NASCAR Xfinity Series | Résultats en NASCAR Xfinity Series |
| ----------------------------------------------- | ---------------------------------- | ---------------------------------- | ---------------------------------- | ---------------------------------- | ---------------------------------- | ---------------------------------- | ---------------------------------- | ---------------------------------- | ---------------------------------- | ---------------------------------- | ---------------------------------- | ---------------------------------- | ---------------------------------- | ---------------------------------- | ---------------------------------- | ---------------------------------- | ---------------------------------- | ---------------------------------- | ---------------------------------- | ---------------------------------- | ---------------------------------- | ---------------------------------- | ---------------------------------- | ---------------------------------- | ---------------------------------- | ---------------------------------- | ---------------------------------- | ---------------------------------- | ---------------------------------- | ---------------------------------- | ---------------------------------- | ---------------------------------- | ---------------------------------- | ---------------------------------- | ---------------------------------- | ---------------------------------- | ---------------------------------- | ---------------------------------- | ---------------------------------- |
| Année                                           | Équipe                             | No.                                | Constructeur                       | 1                                  | 2                                  | 3                                  | 4                                  | 5                                  | 6                                  | 7                                  | 8                                  | 9                                  | 10                                 | 11                                 | 12                                 | 13                                 | 14                                 | 15                                 | 16                                 | 17                                 | 18                                 | 19                                 | 20                                 | 21                                 | 22                                 | 23                                 | 24                                 | 25                                 | 26                                 | 27                                 | 28                                 | 29                                 | 30                                 | 31                                 | 32                                 | 33                                 | 34                                 | Clas.                              | Pts                                |
| 2011                                            | Roush Fenway Racing                | 16                                 | Ford                               | DAY                                | PHO                                | LVS                                | BRI                                | CAL                                | TEX                                | TAL                                | NSH                                | RCH 17                             | DAR 17                             | DOV                                | IOW                                | CLT                                | CHI                                | MCH                                | ROA                                | DAY                                | KEN                                | NHA                                | NSH                                | IRP                                | IOW                                | GLN                                | CGV                                | BRI                                | ATL                                | RCH                                | CHI                                | DOV                                | KAN                                | CLT                                | TEX                                | PHO                                | HOM                                | 57e                                | 54                                 |
| 2013                                            | Roush Fenway Racing                | 16                                 | Ford                               | DAY                                | PHO                                | LVS                                | BRI 7                              | CAL                                | TEX 17                             | RCH                                | TAL                                | DAR 12                             | CLT 38                             | DOV                                | IOW                                | MCH 7                              | ROA                                | KEN                                | DAY                                | NHA                                | CHI                                | IND                                | IOW                                | GLN                                |                                    |                                    | ATL 13                             | RCH                                | CHI                                | KEN                                | DOV                                | KAN 16                             | CLT                                | TEX                                | PHO                                | HOM                                |                                    | 34e                                | 199                                |
| 2013                                            | Roush Fenway Racing                | 6                                  | Ford                               |                                    |                                    |                                    |                                    |                                    |                                    |                                    |                                    |                                    |                                    |                                    |                                    |                                    |                                    |                                    |                                    |                                    |                                    |                                    |                                    |                                    | MOH QL†                            | BRI                                |                                    |                                    |                                    |                                    |                                    |                                    |                                    |                                    |                                    |                                    |                                    | 34e                                | 199                                |
| 2014                                            | Roush Fenway Racing                | 60                                 | Ford                               | DAY DNQ                            | PHO 15                             | LVS 9                              | BRI 16                             | CAL 14                             | TEX 27                             | DAR 34                             | RCH 7                              | TAL 2                              | IOW 13                             | CLT 9                              | DOV 11                             | MCH 10                             | ROA 18                             | KEN 18                             | DAY 12                             | NHA 5                              | CHI 8                              | IND 11                             | IOW 14                             | GLN 29                             | MOH 1                              | BRI 10                             | ATL 13                             | RCH 10                             | CHI 12                             | KEN 7                              | DOV 4                              | KAN 28                             | CLT 6                              | TEX 13                             | PHO 12                             | HOM 5                              |                                    | 7e                                 | 1 014                              |
| 2015                                            | Roush Fenway Racing                | 60                                 | Ford                               | DAY 2                              | ATL 4                              | LVS 14                             | PHO 14                             | CAL 5                              | TEX 9                              | BRI 3                              | RCH 20                             | TAL 6                              | IOW 1                              | CLT 11                             | DOV 1                              | MCH 4                              | CHI 5                              | DAY 12                             | KEN 11                             | NHA 14                             | IND 16                             | IOW 13                             | GLN 3                              | MOH 4                              | BRI 11*                            | ROA 9                              | DAR 5                              | RCH 10                             | CHI 7                              | KEN 7                              | DOV 8                              | CLT 7                              | KAN 6                              | TEX 11                             | PHO 13                             | HOM 11                             |                                    | 1er                                | 1 190                              |
| Note : † = Qualifié pour le pilote Trevor Bayne |                                    |                                    |                                    |                                    |                                    |                                    |                                    |                                    |                                    |                                    |                                    |                                    |                                    |                                    |                                    |                                    |                                    |                                    |                                    |                                    |                                    |                                    |                                    |                                    |                                    |                                    |                                    |                                    |                                    |                                    |                                    |                                    |                                    |                                    |                                    |                                    |                                    |                                    |                                    |

### ARCA Racing Series
Au 12 novembre 2023, il a participé à 57 courses réparties sur cinq saisons :
- Dernière saison : Voitures Ford no 17 et no 99 de la Roulo Brothers Racing en 2013
- Résultat dernière saison : 46e en 2013
- Meilleur classement en fin de saison : 1er en 2012
- Victoire(s) : 10
- Top5 : 33
- Top10 : 43
- Pole position : 5

| Légende  | Légende |
| -------- | --- |
| Gras     | Pole position décernée en fonction du temps réalisé en qualification.                                                                     |
| Italique | Pole position décernée en fonction des points au classement ou des temps aux essais.                                                      |
| *        | Plus grand nombre de tours menés. |
| 01       | Aucun point de championnat car inéligible pour le titre lors de cette saison (le pilote concourt pour le titre dans une autre catégorie). |
| DNQ      | Ne s'est pas qualifié. |
| Résultats en ARCA Racing Series | Résultats en ARCA Racing Series | Résultats en ARCA Racing Series | Résultats en ARCA Racing Series | Résultats en ARCA Racing Series | Résultats en ARCA Racing Series | Résultats en ARCA Racing Series | Résultats en ARCA Racing Series | Résultats en ARCA Racing Series | Résultats en ARCA Racing Series | Résultats en ARCA Racing Series | Résultats en ARCA Racing Series | Résultats en ARCA Racing Series | Résultats en ARCA Racing Series | Résultats en ARCA Racing Series | Résultats en ARCA Racing Series | Résultats en ARCA Racing Series | Résultats en ARCA Racing Series | Résultats en ARCA Racing Series | Résultats en ARCA Racing Series | Résultats en ARCA Racing Series | Résultats en ARCA Racing Series | Résultats en ARCA Racing Series | Résultats en ARCA Racing Series | Résultats en ARCA Racing Series | Résultats en ARCA Racing Series | Résultats en ARCA Racing Series |
| ------------------------------- | ------------------------------- | ------------------------------- | ------------------------------- | ------------------------------- | ------------------------------- | ------------------------------- | ------------------------------- | ------------------------------- | ------------------------------- | ------------------------------- | ------------------------------- | ------------------------------- | ------------------------------- | ------------------------------- | ------------------------------- | ------------------------------- | ------------------------------- | ------------------------------- | ------------------------------- | ------------------------------- | ------------------------------- | ------------------------------- | ------------------------------- | ------------------------------- | ------------------------------- | ------------------------------- |
| Année                           | Équipe                          | No.                             | Constructeur                    | 1                               | 2                               | 3                               | 4                               | 5                               | 6                               | 7                               | 8                               | 9                               | 10                              | 11                              | 12                              | 13                              | 14                              | 15                              | 16                              | 17                              | 18                              | 19                              | 20                              | 21                              | Clas.                           | Pts                             |
| 2009                            | Roulo Brothers Racin            | 15                              | Ford                            | DAY                             | SLM 4                           | CAR                             | TAL                             | KEN                             | TOL 17                          | POC                             | MCH                             | MFD 3                           | IOW 4                           | KEN                             | BLN                             | POC                             | ISF                             | CHI                             | TOL 8                           | DSF                             | NJE                             | SLM 21                          | KAN                             | CAR 6                           | 25e                             | 1560                            |
| 2010                            | Roulo Brothers Racin            | 15                              | Ford                            | DAY                             | PBE                             | SLM 12                          | TEX                             | TAL                             | TOL 1*                          | POC                             | MCH                             | IOW 11                          | MFD 7                           | POC                             | BLN                             | NJE 3                           | ISF                             | CHI                             | DSF                             | TOL 1                           | SLM 11                          | KAN                             | CAR 7                           |                                 | 20e                             | 1625                            |
| 2011                            | Roulo Brothers Racin            | 15                              | Ford                            | DAY 2                           | TAL 5                           | SLM 22                          | TOL 5                           | NJE 15                          | CHI 2                           | POC 2                           | MCH 5                           | WIN 2                           | BLN 7                           | IOW 3                           | IRP 22                          | POC 3                           | ISF 8                           | MAD 2*                          | DSF 1                           | SLM 1*                          | KAN 2                           | TOL 1                           |                                 |                                 | 2e                              | 4880                            |
| 2012                            | Roulo Brothers Racin            | 15                              | Ford                            | DAY 20                          | MOB 6                           | SLM 7                           | TAL 17                          | TOL 1*                          | ELK 3                           | POC 5                           | MCH 1                           | WIN 4                           | NJE 3                           | IOW 13                          | CHI 4                           | IRP 7                           | POC 5                           | BLN 1                           | ISF 5                           | MAD 1*                          | SLM 2                           | DSF Annulé                      | KAN 8                           |                                 | 1er                             | 4885                            |
| 2013                            | Roulo Brothers Racin            | 15                              | Ford                            | DAY 30                          | MOB                             | SLM                             | TAL                             | TOL                             | ELK                             | POC                             | MCH                             |                                 |                                 |                                 |                                 |                                 |                                 |                                 |                                 |                                 |                                 |                                 |                                 |                                 | 46e                             | 575                             |
| 2013                            | Roulo Brothers Racin            | 99                              | Ford                            |                                 |                                 |                                 |                                 |                                 |                                 |                                 |                                 | ROA 1                           | WIN                             | CHI                             | NJE 22                          | POC                             | BLN                             | ISF                             | MAD                             | DSF                             | IOW                             | SLM 18                          | KEN                             | KAN                             | 46e                             | 575                             |

## Vie privée
Buescher se marie en 2018, pendant un weekend de repos dans le calendrier des courses de NASCAR. Le couple a eu une fille prénommée Charley en décembre 2022.

## Identité visuelle

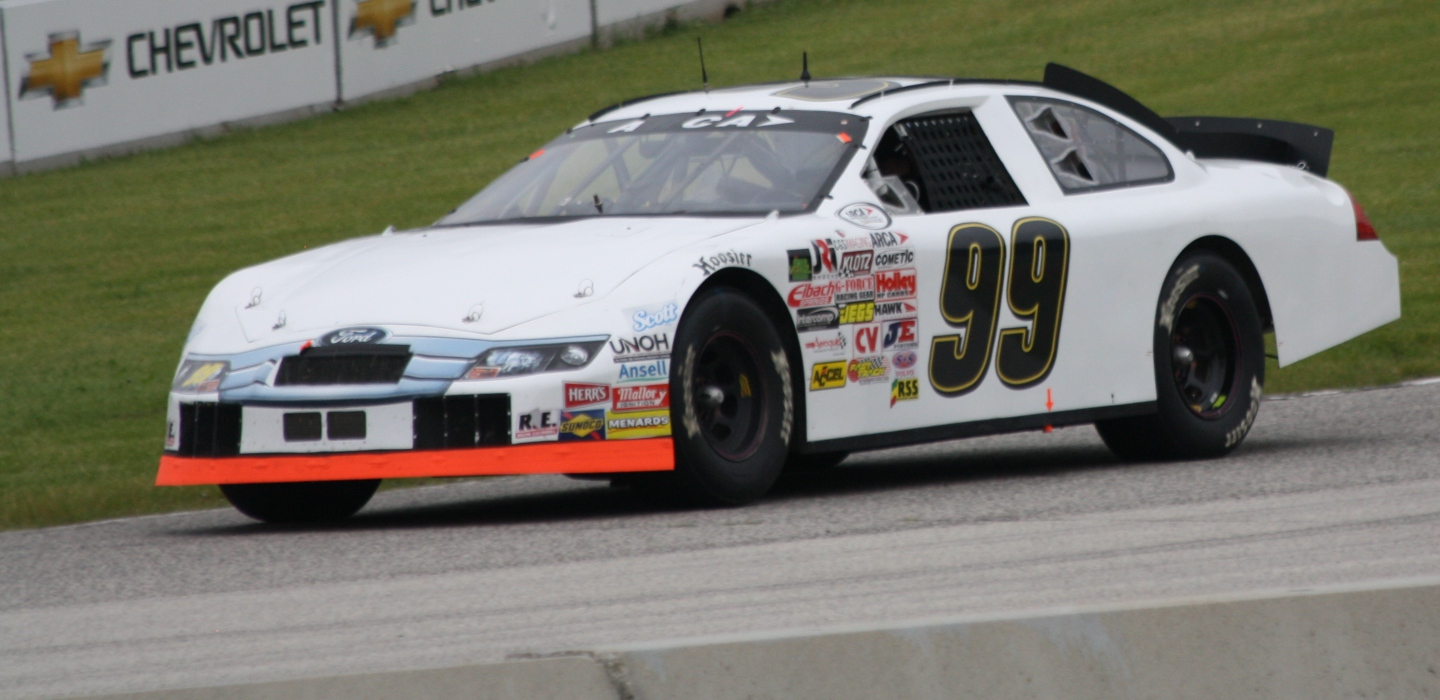
La n° 99 lors du Scott 160 de 2013 en ARCA Racing Series sur le circuit Road America.
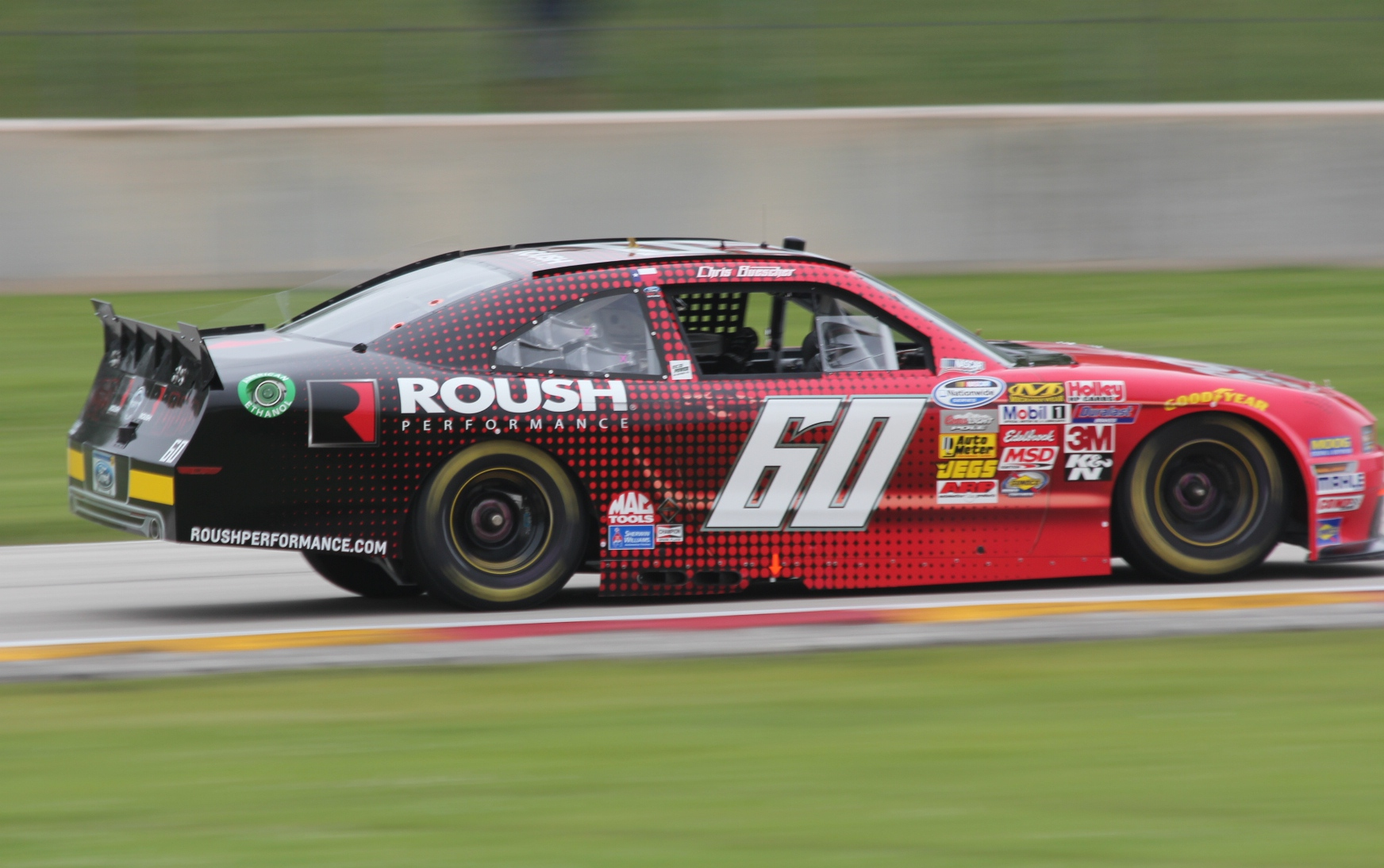
La n° 60 lors du Gardner Denver 200 de 2014 en Xfinity Series sur le circuit Road America.
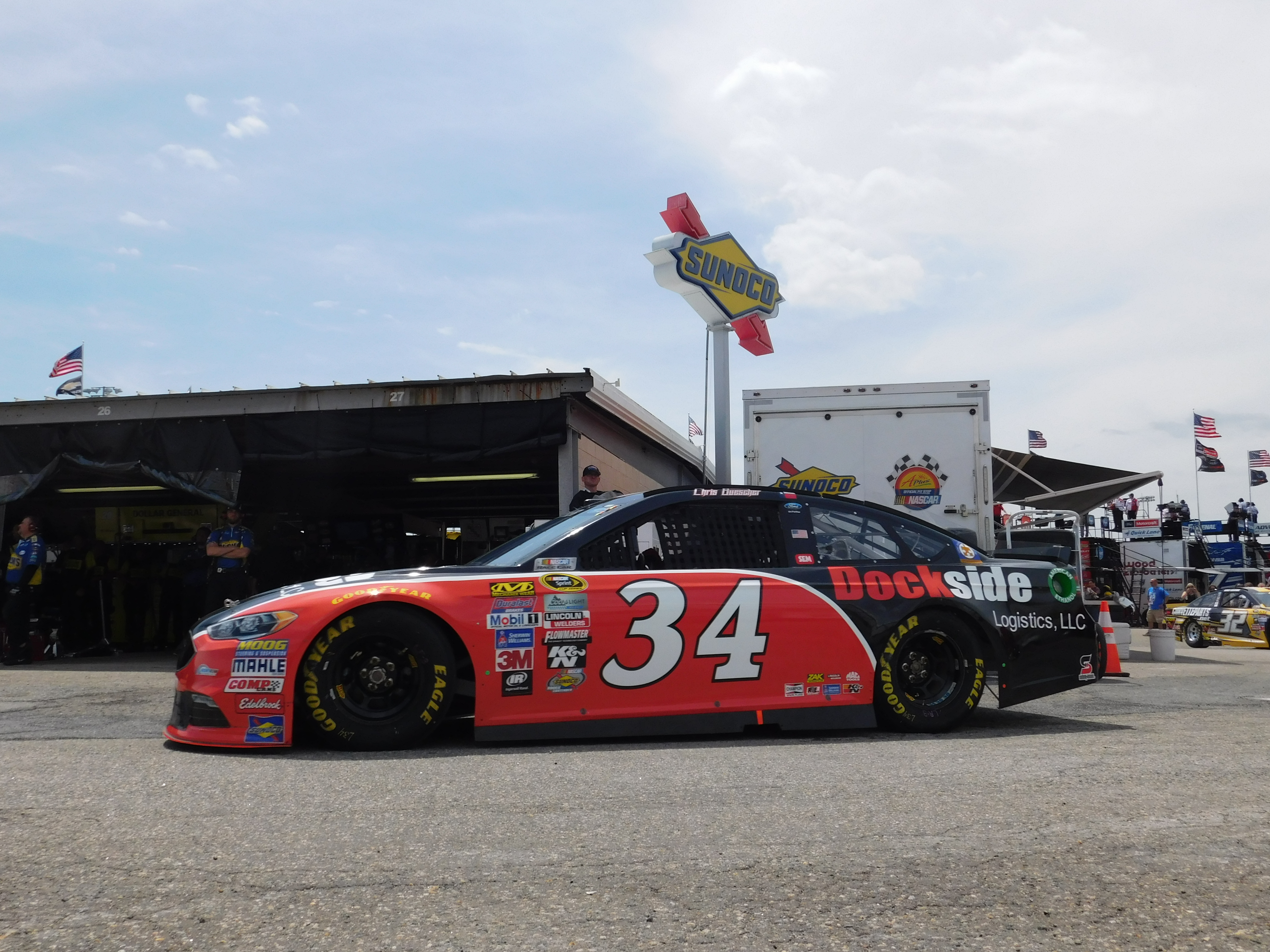
La n° 34 en 2016 sur le Dover International Speedway.
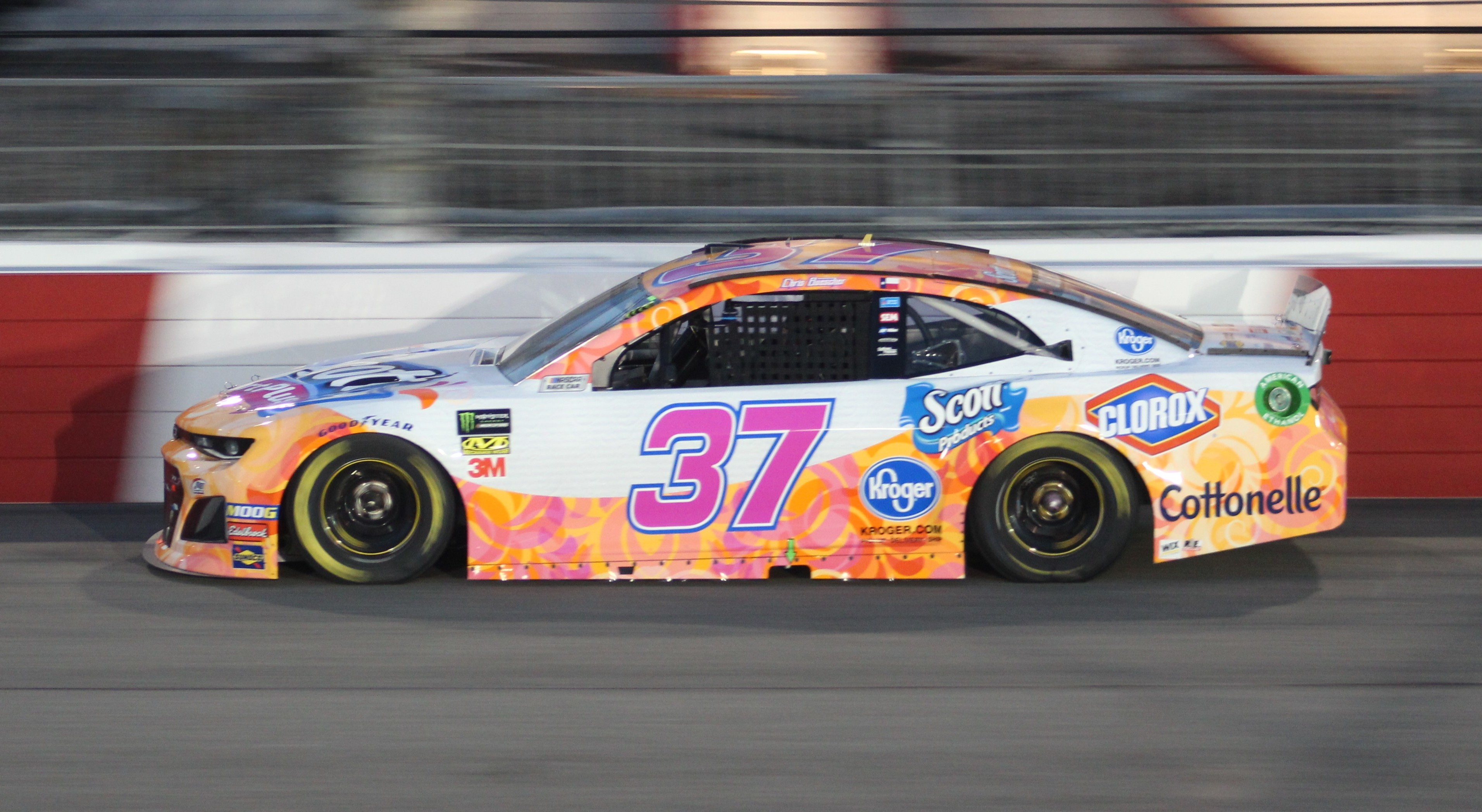
La n° 37 lors du Toyota Owners 400 de 2019 en Cup Series.
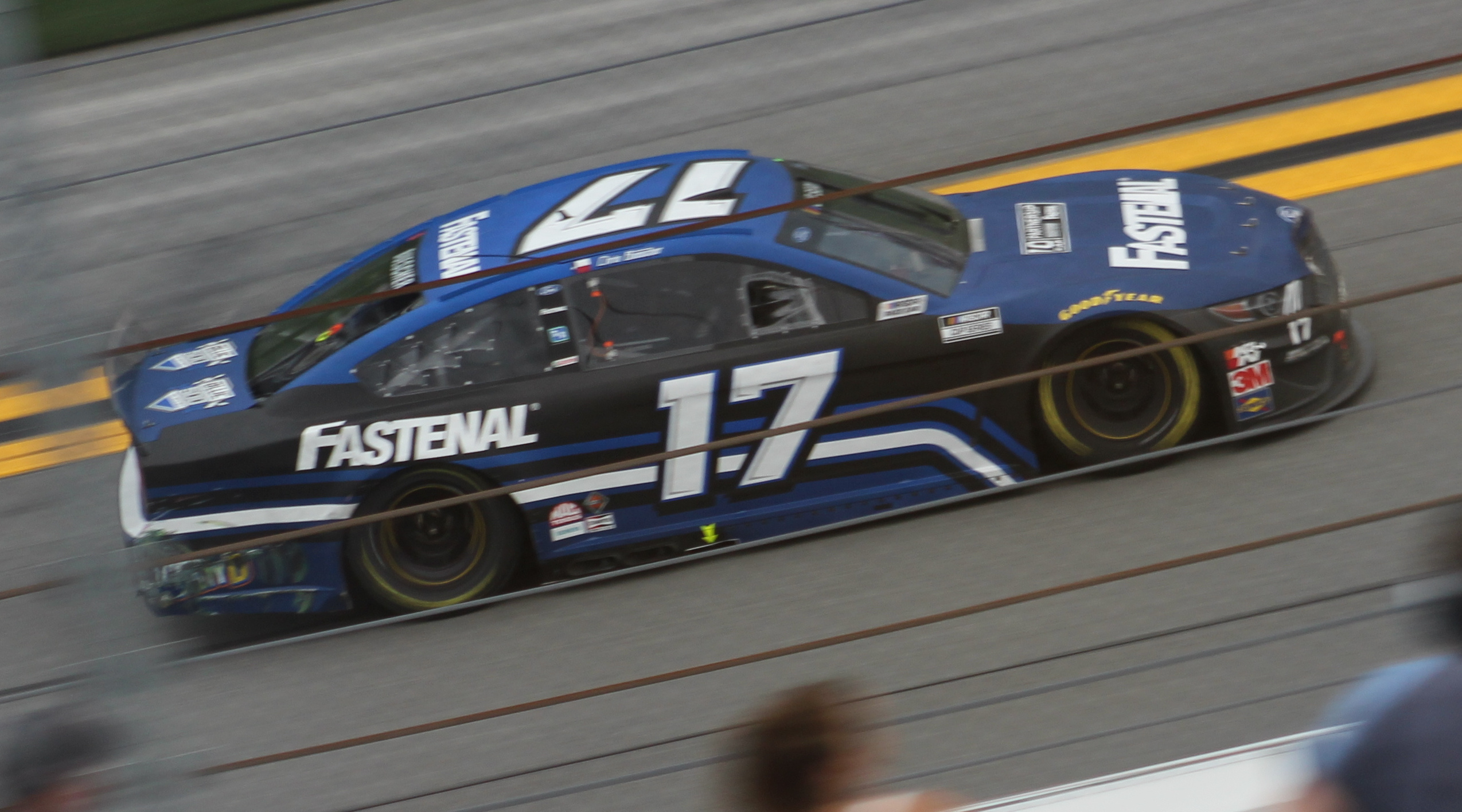
La n° 17 sur le Daytona International Speedway en août 2020.
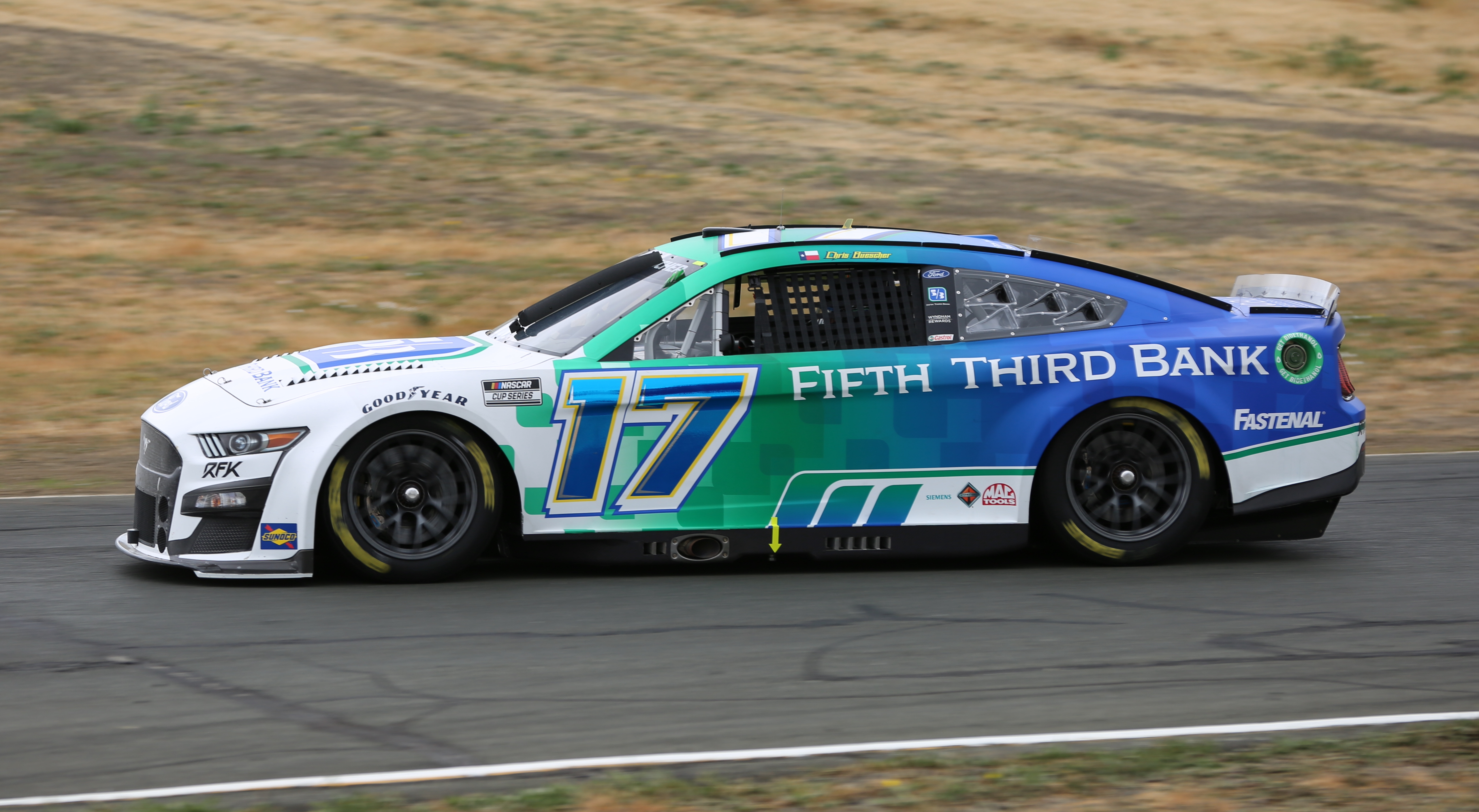
La n° 17 sur le Sonoma Raceway en 2022.
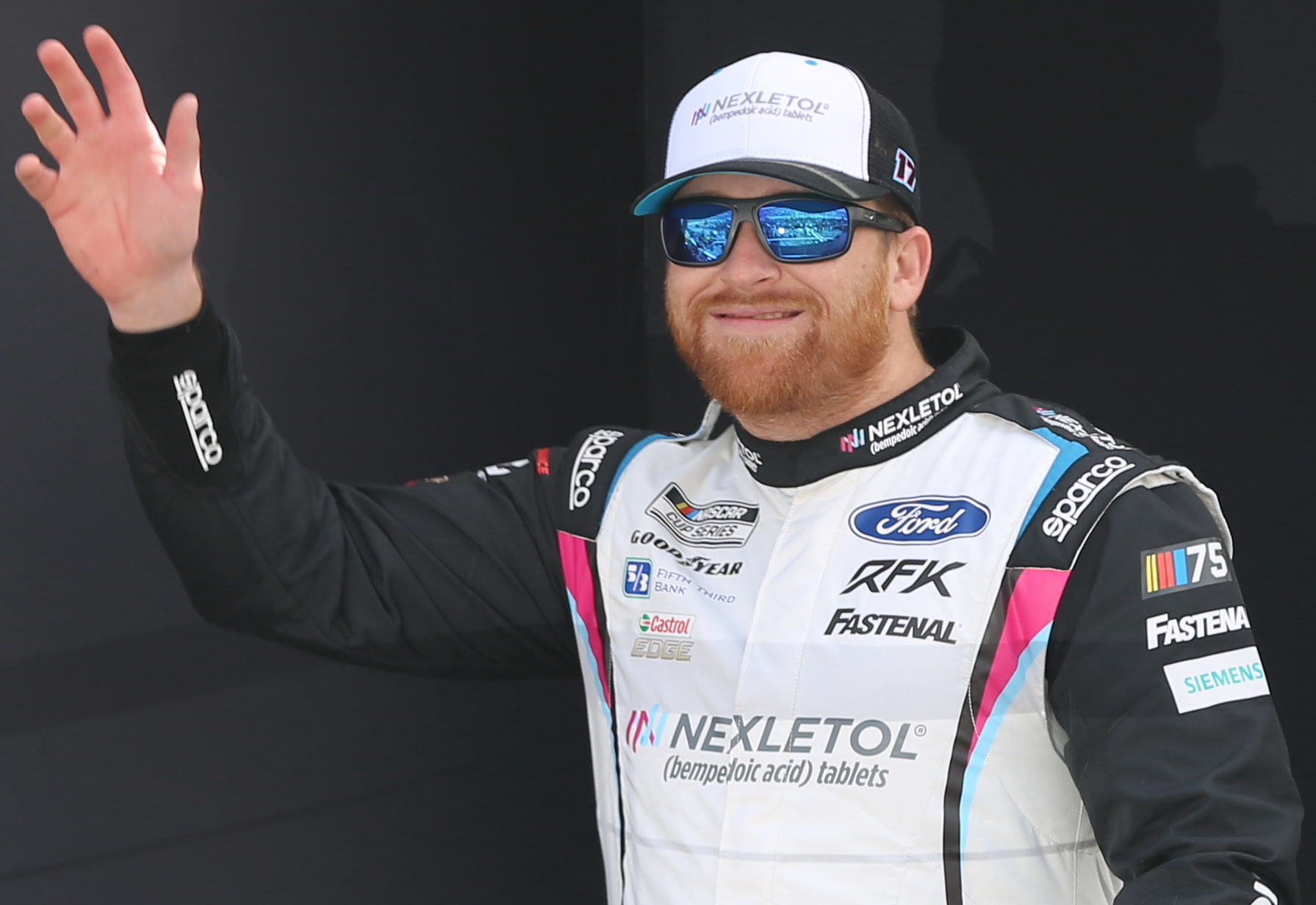
Buescher au Las Vegas Motor Speedway en 2023.